# John Hare
John Hare (16 mai 1844 - 28 décembre 1921), né John Fairs, est un acteur anglais. Il dirige le Garrick Theatre à Londres de 1889 à 1895.

## Biographie
John Hare est né à Giggleswick (Yorkshire). Il fait ses études à Giggleswick School (en). Sa première apparition sur scène se fait à Liverpool en 1864. Il vient à Londres en 1865 où il est pendant dix ans acteur chez les Bancrofts au Prince of Wales's Theatre (en). Il se fait rapidement une réputation, particulièrement dans les comédies de T. W. Robertson. En 1875, il devient directeur du Court Theatre. Il est parmi les fondateurs de The Lambs (en).

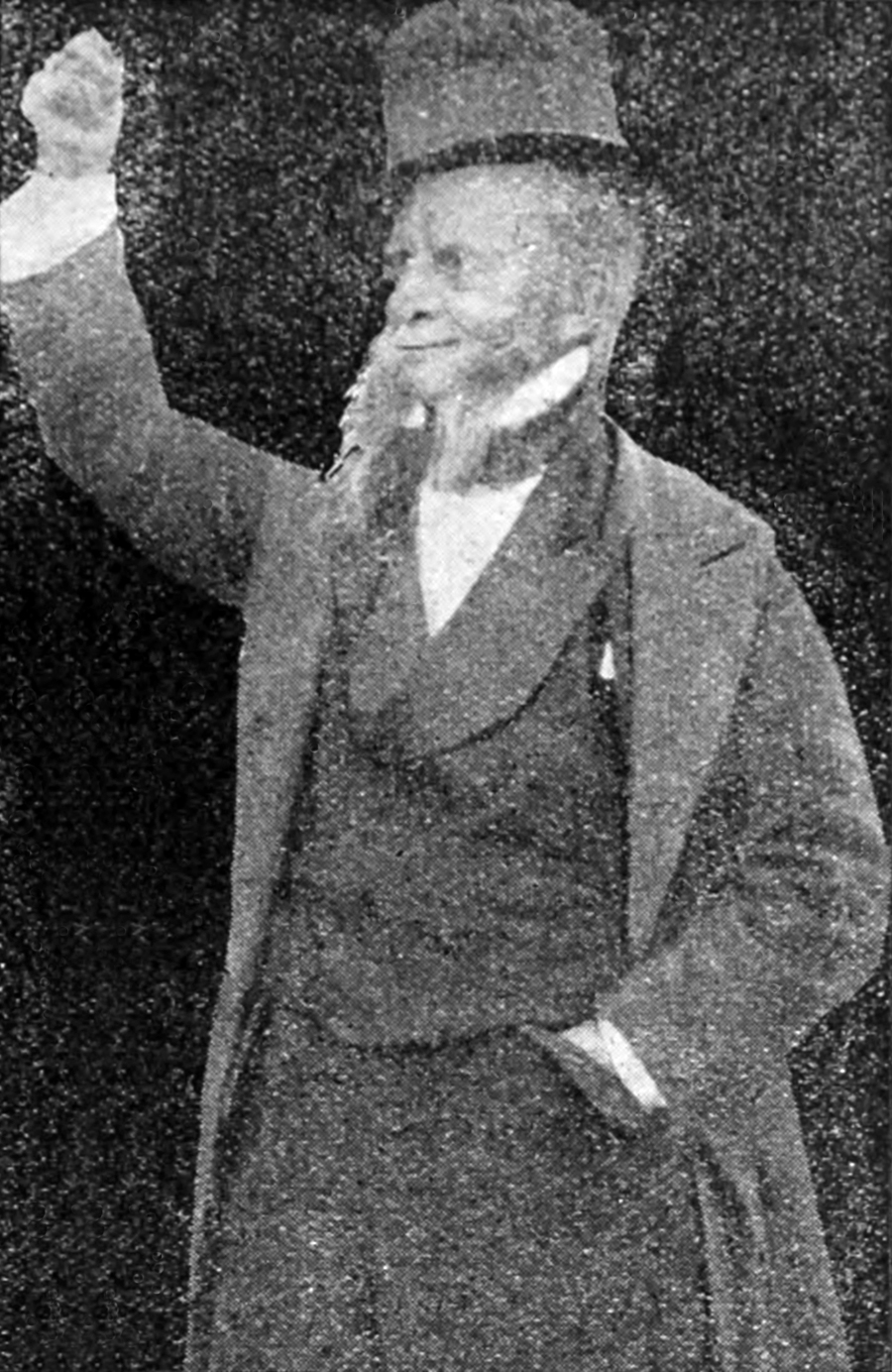
John Hare dans le film Caste (1915)

En association avec Mr. et Mrs. William Hunter Kendal (en) au St. James's Theatre (en) de 1879 à 1888, Hare est populaire à Londres comme acteur de genre et dans les rôles d'« homme du monde ». La direction commune de Hare and Kendal fait de ce théâtre l'un des plus importants centres dramatiques pendant tout une décennie. En 1889, il devient directeur du Garrick Theatre, construit par son ami W. S. Gilbert, où il produit des pièces importantes, comme The Profligate et The Notorious Mrs. Ebbsmith (en) de Arthur Wing Pinero, et obtient un succès personnel remarquable dans A Pair of Spectacles de Sydney Grundy. En 1897, il dirige le Globe Theatre, où le rôle principal de The Gay Lord Quex de Pinero lui vaut un triomphe personnel. Il est aussi populaire aux États-Unis qu'en Angleterre, effectuant se dernière tournée en Amérique en 1900-1901.
Hare est nommé Knight Bachelor en 1907. Il prend sa retraite en 1912, mais quelques années plus tard il joue dans un certain nombre de films comme Caste (en) (1915) de Laurence Trimble, The Vicar of Wakefield (1916) de Fred Paul (en) et A Pair of Spectacles (en) (1916) d'Alexander Butler.
Il meurt en 1921 à Londres.

## Dans la littérature
- John Hare est mentionné dans Un scandale en Bohême de Arthur Conan Doyle quand Watson remarque que le déguisement de Sherlock Holmes en vieux clergyman est « such as Mr. John Hare alone could have equalled. »[4],[Note 1]